# Waxiella zonata
Waxiella zonata är en insektsart som först beskrevs av Robert Newstead 1917.  Waxiella zonata ingår i släktet Waxiella och familjen skålsköldlöss. Inga underarter finns listade i Catalogue of Life.